# Magirus

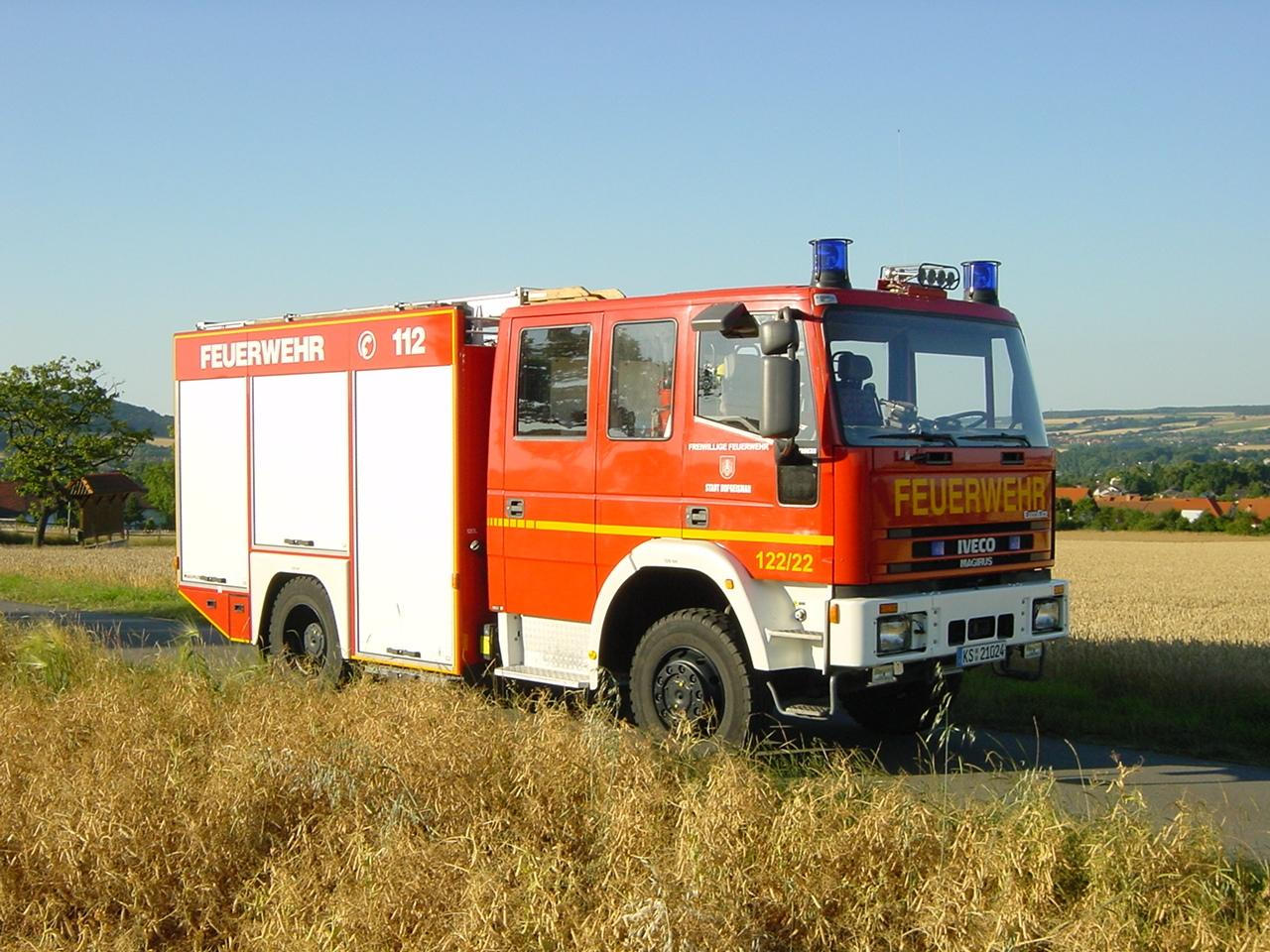
Iveco Magirus camion incendie.

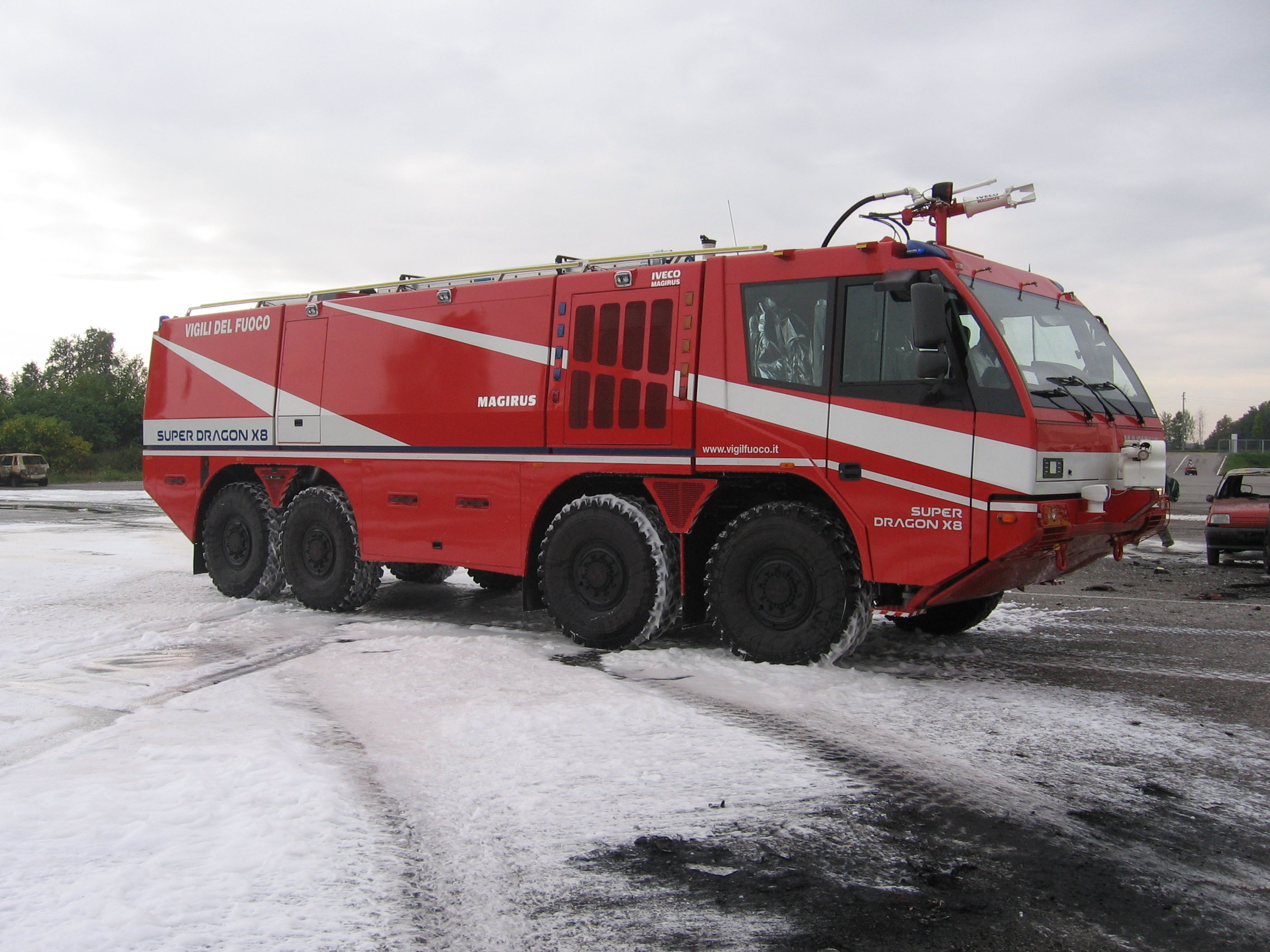
Iveco Magirus Super Dragon X8

Magirus est une entreprise industrielle allemande fondée par Conrad Dietrich Magirus (Ulm, 1824-1895). La société débuta par la fabrication de véhicules contre l'incendie en 1864. C'est à la fin des années 1910 que débuta la construction de camions et d'autobus.
Ces véhicules acquirent rapidement une bonne réputation d'utilisation dans des conditions difficiles. Magirus fut l'inventeur de l'échelle tournante, appelée Magirus Leiter, qui devint un élément essentiel des matériels des sapeurs pompiers.
Le logo Magirus était une lettre M stylisée avec trois pointes qui représentaient l'église principale d'Ulm. Cette particularité a été maintenue même après tous les changements qui sont intervenus dans l'histoire de la société.
En 1936, la société fusionne avec Deutz AG, fameux producteur de moteurs, et à partir de ce moment tous les véhicules industriels fabriqués porteront le nom de Magirus-Deutz.
La production couvrait une gamme très étendue, du petit camion jusqu'au maxi porteur pour les chantiers, ainsi que le secteur des autocars et autobus.
En 1974, Magirus fut achetée par Fiat qui regroupa toutes ses activités de véhicules industriels dans Iveco en 1975 ; cela concernait les marques Fiat V.I., Fiat-OM, Lancia V.I., Fiat-Unic et Magirus Deutz.
Durant les premières années, la production en Allemagne des véhicules équipés de moteurs refroidis par air, grande spécialité de Magirus-Deutz, se poursuit avec la marque Iveco-Magirus. Mais à partir de 1980 la gamme Iveco supprime ce type de moteurs ne respectant plus les normes européennes, et seul le label Iveco se généralise.
Après avoir créé une filiale Iveco EuroFire, spécialisée dans la construction de véhicules de lutte contre l'incendie, la marque Iveco Magirus remplace EuroFire et figure toujours sur ce type de véhicules qui regroupe également le constructeur français Camiva, implanté à Chambéry.

## Camions
- Premier camion de pompiers (1906) avec moteur à essence Morris [3]
- Magirus 2C-V100[4]
- Magirus 3CS-V135[5]
- Magirus MM3[6]
- Magirus M1S[7]
- Magirus MLAS[8]
- Magirus MMS[9]
- Magirus M1[10]
- Magirus M1L[11]
- Magirus MLOL[12]
- Magirus MLO[13]
- Magirus MM4[14]
- Magirus M30[15],[16]
- Magirus M45[17]
- Magirus M50[18]
- Magirus M10[19]
- Magirus M65[20]
- Magirus M25[21],[22]
- Magirus M20[23]

## Autobus
- Magirus M25[24]
- Magirus M30[25]
- Magirus M40[26]
- Magirus M50[27]

## Le premier autobus Magirus
Le premier autobus Magirus 2C-V110 a été commercialisé le 25 octobre 1919. Comme tous ses concurrents de l'époque, il avait des roues à bandage de caoutchouc plein et était dérivé d'un camion avec un châssis en bois. Il pouvait accueillir 18 passagers assis et 6 debout.
Après la Première Guerre mondiale, la société Magirus, basée à Ulm, spécialisée dans la construction de moteurs et d'équipements de lutte contre l'incendie, a recherché de nouveaux débouchés. Après avoir lancé la fabrication de camions en 1916 elle a imité les autres constructeurs et utilisé les châssis pour les transformer en véhicules de transport de personnes, les autobus.
Le premier client était un propriétaire de moulin qui possédait également une société de transport, la "Royal Württemberg Post" à Stuttgart, qui a acquis dix autobus Magirus cette même année 1919. Le 2C-V110 était propulsé par un moteur à quatre temps Magirus quatre cylindres refroidi à l'eau, qui développait la puissance de 40 ch à 1100 tr/min. La consommation de carburant est de 19 litres aux 100 km.

## Production
| Année | Type | Camions | Autobus | Total |
| ----- | ---- | ------- | ------- | ----- |
| 1936  |      |         |         | 2 942 |
| 1937  |      |         |         |       |
| 1938  |      |         |         | 5 242 |
| 1939  |      |         |         |       |
| 1940  |      |         |         |       |